# Next to Me (Emeli Sandé)
Next to Me è un brano musicale della cantante scozzese Emeli Sandé, pubblicato come terzo singolo estratto dall'album Our Version of Events, pubblicato il 10 febbraio 2012 per il download digitale. La canzone è stata scritta dalla Sandé con la collaborazione di Hugo Chegwin e Harry Craze.

## Video musicale
Il video musicale per accompagnare l'uscita di Next to Me è stato diffuso su YouTube il 18 gennaio 2012 una lunghezza totale di tre minuti e trentuno secondi. Il video ha ricevuto oltre 2,5 milioni di visualizzazioni su YouTube, nelle prime 3 settimane dopo che è stato caricato.

## Tracce
1. Next to Me – 3:16

## Classifiche
| Classifica (2012) | Posizione massima |
| ----------------- | ----------------- |
| Australia         | 49                |
| Austria           | 69                |
| Belgio (Fiandre)  | 6                 |
| Belgio (Vallonia) | 21                |
| Danimarca         | 28                |
| Germania          | 21                |
| Irlanda           | 1                 |
| Italia            | 17                |
| Nuova Zelanda     | 6                 |
| Paesi Bassi       | 4                 |
| Regno Unito       | 2                 |
| Repubblica Ceca   | 7                 |
| Spagna            | 36                |
| Svizzera          | 63                |